# Bräcketjärnet (Skålleruds socken, Dalsland)
Bräcketjärnet är en sjö i Melleruds kommun och Åmåls kommun i Dalsland och ingår i Göta älvs huvudavrinningsområde. Sjön har en area på 0,401 kvadratkilometer och ligger 52,1 meter över havet.

## Delavrinningsområde
Bräcketjärnet ingår i det delavrinningsområde (653126-130691) som SMHI kallar för Utloppet av Bräcketjärnet. Medelhöjden är 74 meter över havet och ytan är 2,52 kvadratkilometer. Räknas de 4 avrinningsområdena uppströms in blir den ackumulerade arean 29,32 kvadratkilometer. Vattendraget som avvattnar avrinningsområdet har biflödesordning 3, vilket innebär att vattnet flödar genom totalt 3 vattendrag innan det når havet efter 170 kilometer. Avrinningsområdet består mestadels av skog (75 procent). Avrinningsområdet har 0,31 kvadratkilometer vattenytor vilket ger det en sjöprocent på 18,3 procent.